# County Kilkenny
Kilkenny (irisch Cill Chainnigh) ist ein County im Südosten der Republik Irland in der Region Leinster. Sie ist nach der in ihr gelegenen größten Stadt Kilkenny benannt.

## Geschichte
1171 wurde das Gebiet von den Anglonormannen erobert. Die Grafschaft wurde 1210 eingerichtet. Die Stadt Kilkenny war Hauptstadt des Königreiches Ossory.

## Geografie

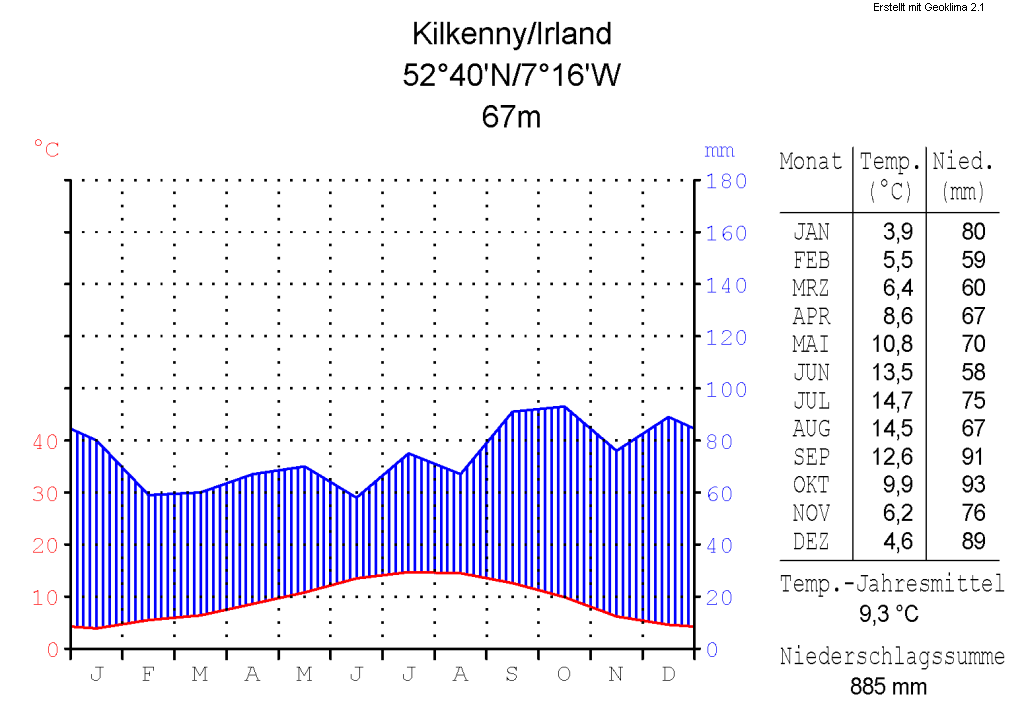
Klimadiagramm von Kilkenny

Die Grafschaft wird von einem fruchtbaren Becken geprägt, welches von den Flüssen Suir, Nore und Barrow durchflossen wird. Im Westen liegen die Slieveardagh Hills. Fast 90 % des Landes werden landwirtschaftlich genutzt.

## Wirtschaft
Auf rund zwei Dritteln der Agrarfläche der Grafschaft wird Viehzucht betrieben (Schafe, Rinder und Schweine). Der Ackerbau erstreckt sich auf den Anbau von Gerste und Weizen. Es gibt Textil-, Möbel-, Konserven- und Brauereiindustrie. Zwischen dem 16. und 18. Jahrhundert gab es in der Grafschaft Blei-, Eisenerz- und Steinkohlenbergbau.

## Politik
Die Sitzverteilung im Kilkenny County Council nach der Kommunalwahl im Juni 2024 ist:
Für die Wahl zum irischen Parlament (Dáil Éireann) bildet Kilkenny zusammen mit dem County Carlow einen Wahlkreis, der fünf Abgeordnete dorthin entsendet; bei der Wahl im November 2024 gab es folgendes Ergebnis:
| Partei       | Sitze |
| ------------ | ----- |
| Fianna Fáil  | 11    |
| Fine Gael    | 7     |
| Labour Party | 2     |
| Green Party  | 1     |
| Sinn Féin    | 1     |
| Unabhängige  | 2     |

| Partei      | Sitze |
| ----------- | ----- |
| Fianna Fáil | 3     |
| Sinn Féin   | 1     |
| Fine Gael   | 1     |

## Sehenswürdigkeiten außerhalb von Kilkenny City

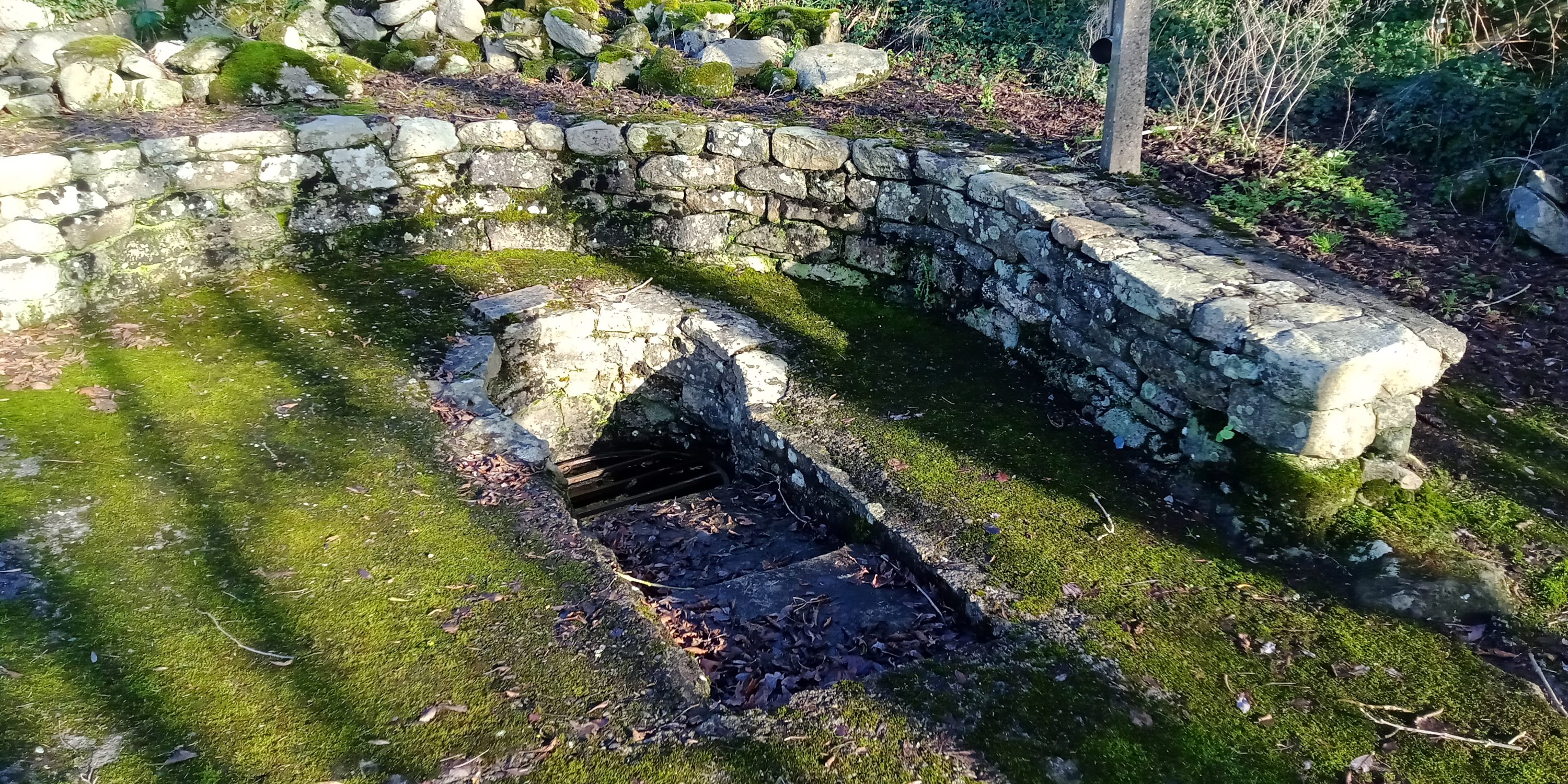
Kilkieran Holy well

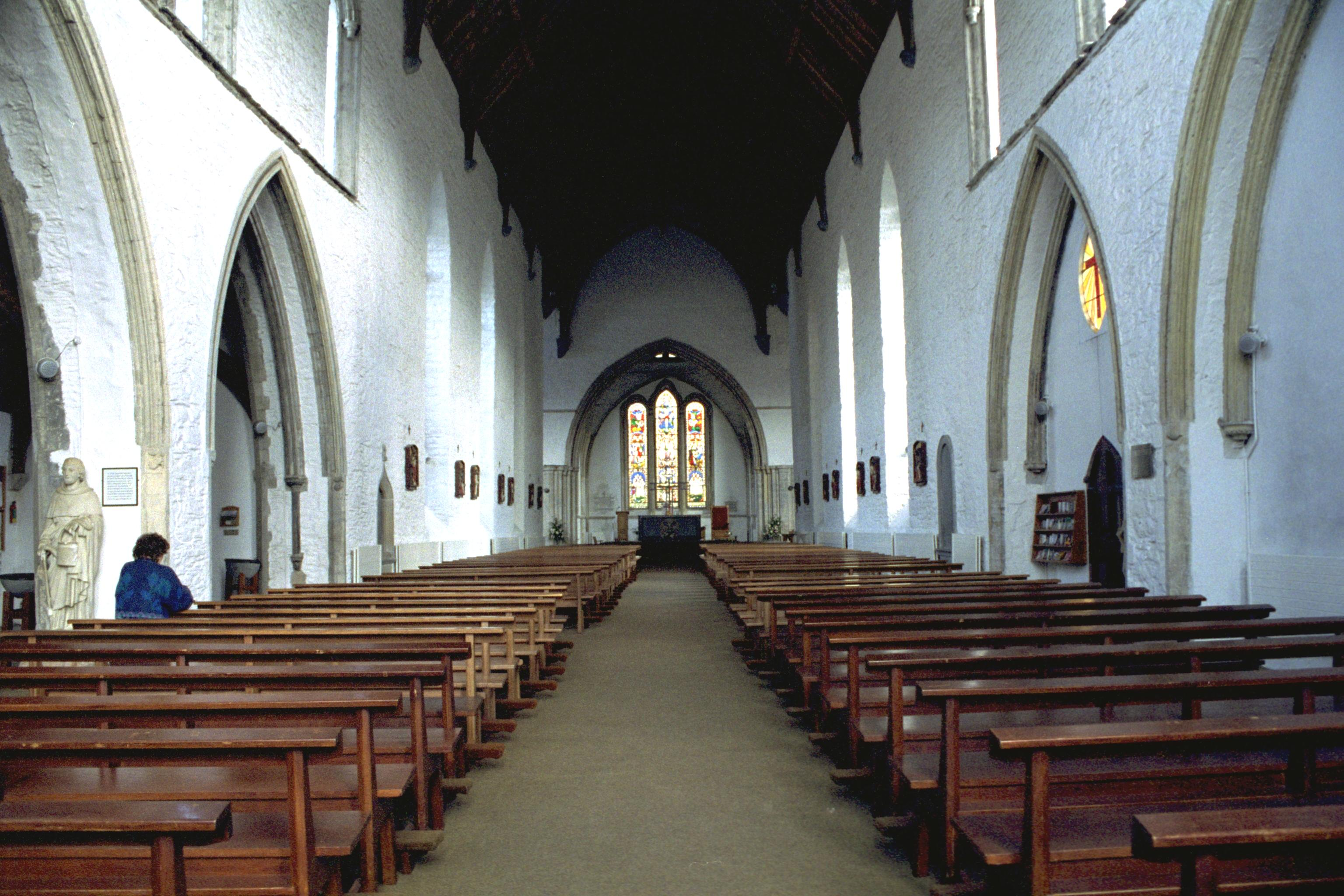
Zisterzienserabtei Duiske

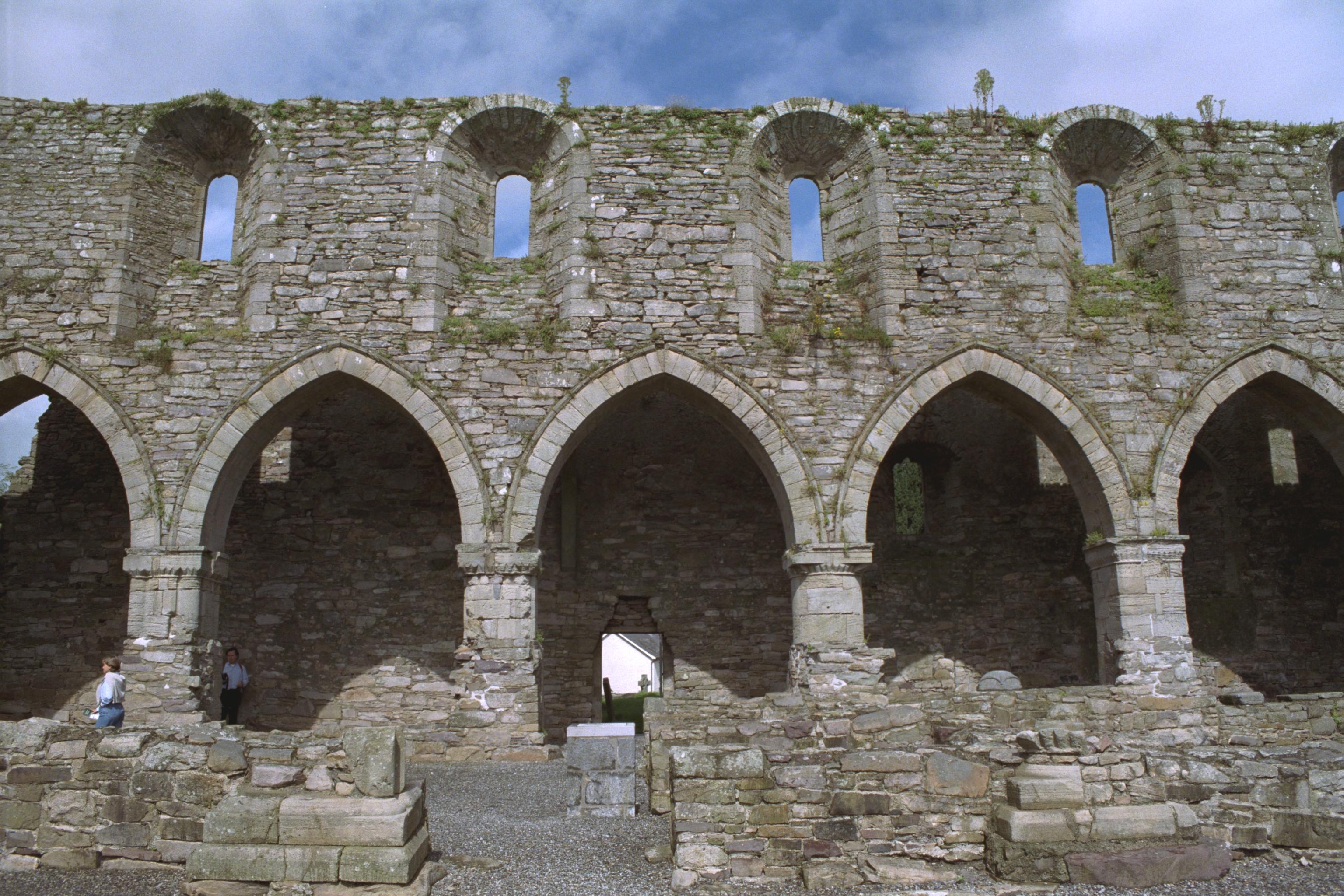
Zisterzienserabtei Jerpoint

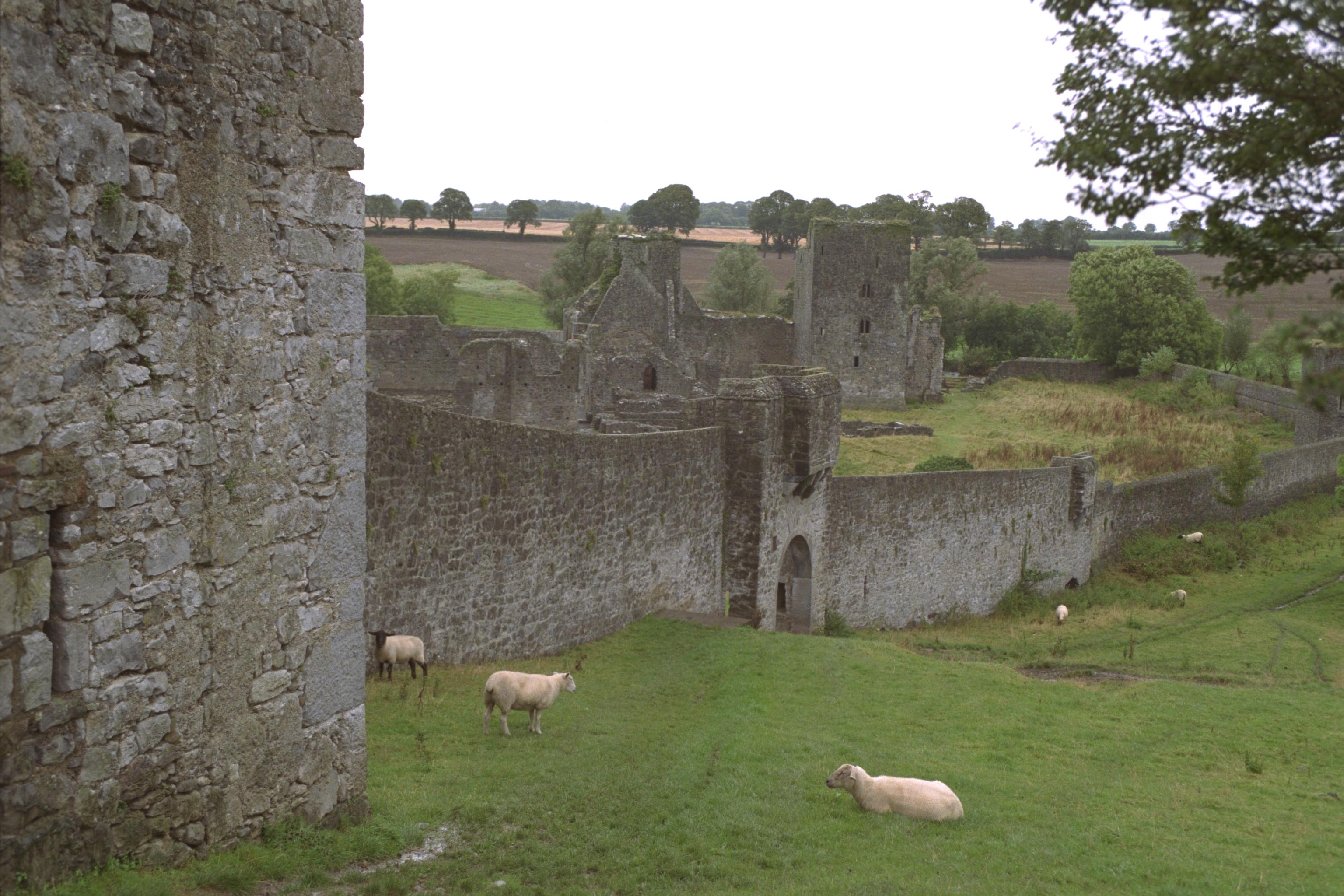
Priorat der Augustiner in Kells

- An 183 Brunnen in Kilkenny werden 50 verschiedene Heilige verehrt.
- Burnchurch, Castle
- Callan, Augustinian Priory, Market House, St Mary’s Church
- Dolmen von Kilmogue
- Dunmore Cave
- Duiske Abbey
- Court Tomb von Farnogue
- Freshford Church
- Portal Tomb von Glencloghlea
- Gowran, Castle und St Mary’s Church,
- Jerpoint Abbey
- Kilree Hochkreuz und Rundturm
- Knockroe Passage Tomb
- Tullaherin Rundturm

## Sport
In der auf County-Ebene seit 1887 ausgetragenen All-Ireland-Championship der populären irischen Sportart Hurling ist Kilkenny mit 36 Meisterschaften (bis 2022) Rekordgewinner.